# Nambung
De Nambung is een rivier in de regio Wheatbelt in West-Australië, ongeveer 170 kilometer ten noorden van Perth. Het stroomgebied van de rivier ligt tussen de dorpen Cervantes en Badgingarra. In de benedenloop van de Nambung heeft zich een reeks waterbronnen gevormd in de Nambung Wetlands. De rivier verdwijnt er ondergronds in een kalkstenen karstsysteem op ongeveer 5,5 kilometer van de Indische Oceaan.

## Geschiedenis
De oorspronkelijke bewoners van het stroomgebied van de Nambung waren de Juat Aborigines.
De rivier werd door ontdekkingsreiziger George Grey, op 16 april 1839, tijdens zijn tweede rampzalige expeditie langs de West-Australische kust, ontdekt. Hij noemde haar de rivier Smith naar Frederick Smith, een expeditielid dat tijdens de laatste dagen van de expeditie door uitputting stierf. Smith was de 18-jaar oude kleinzoon van het Britse parlementslid voor Norwich, William Smith, en de neef van Florence Nightingale. De rivier werd in 1874-75 door overheidslandmeter John Sherlock Brooking omgedoopt tot de rivier Nambung. Haar langste zijstroom werd daarop de Frederick Smith Creek genoemd.
In 1875 maakte stafchef William Edwin Archdeacon R.N. melding van de rivier onder de naam Namban. Archdeacon was verantwoordelijk voor het in kaart brengen van de West-Australische kust voor de Admiraliteit van Engeland. De rivier werd ook nog zo genoemd in de beschrijving van de stockroute tussen Perth en Dongara die in 1889 opende. Na 1888 werd de riviernaam meestal als Nambung gespeld. Het woord is afgeleid van een aborigineswoord dat vermoedelijk krom of kronkelend betekende.
In het begin van de 20e eeuw werd guano gevonden in de grotten in de vallei van de rivier Nambung. Vanaf 1906 dolven plaatselijke boeren er fosfaat. De door de overheid gezonden Hongaarse geoloog Goeczel kwam tot het besluit dat de hoeveelheid fosfaat er onvoldoende was om commercieel geëxploiteerd te worden. Enkele jaren later hielden de boeren op met fosfaat delven. Toenmalig minister van landbouw James Mitchell bezocht de grotten na het rapport van Goeczel gelezen te hebben. Hij richtte een tijdelijk reservaat op in de vallei van de Nambung om de druipsteen in de grotten te beschermen.

## Geografie
De Nambung ontstaat ten zuidwesten van het plaatsje Badgingarra. Het is een 22 kilometer lange efemere rivier. Het stroomgebied van de Nambung grenst aan de stroomgebieden van de rivier Hill in het noorden en de Mullering Brook in het zuiden en oosten. De rivier wordt gevoed door Mount Jetty Creek en Frederick Smith Creek. Ze eindigt in een reeks waterbronnen alvorens in een ondergronds grottensysteem te verdwijnen. Het water sijpelt langs de kust weg.
De Pinnacles in het nationaal park Nambung bevinden zich in het zuidelijke deel van het stroomgebied van de Nambung. De vegetatie in het stroomgebied van de benedenloop bestaat voornamelijk uit heide en struikgewas dat tot ongeveer 2 meter hoog groeit.

## Grondwaterhydrologie
De Nambung stroomt ondergronds in een karstsysteem dat de oostelijke rand van het Nambung Wetlands begrenst. Het drasland (En:wetland) wordt gekenmerkt door zoutmeren, lagunes, moerassen en vochtige duinen. De meeste lagunes en kleine meren bestaan onafhankelijk van waterlopen en de oceaan. Ze worden gevoed door regenwater en grondwaterstromen uit de kalkstenen ondergrond en de nabijgelegen duinen. De grondwaterhydrologie is complex met onder meer een 1 kilometer lang meer dat 's nacht kan ontstaan en water dat uit karstpijpen spuit.
Wanneer de achterliggende vlaktes van het drasland overstromen sijpelt het water via een karstaquifer en door ondergrondse kanalen naar de zee. Als gevolg van de doorlaatbaarheid van de kalkstenen ondergrond is het onduidelijk waar de grenzen van het stroomgebied of de ondergrondse afwateringskanalen zich bevinden.

### Zoutgehalte
Het zoutgehalte van het water in de rivier Nambung en het drasland varieert van plaats tot plaats, onafhankelijk van de omstandigheden aan de oppervlakte. Het zoutgehalte ligt het hoogst aan de grenzen van de zoutmeren en de benedenloop van de rivier waar brak grondwater uit het Perth-sedimentair bekken opstijgt. Het opstijgen van brak water uit aquifers uit het Mesozoïcum naar de formaties aan de oppervlakte zorgt ervoor dat die formaties in de Nambung-riviervlakte ten oosten van Cervantes plaatselijk een zoutgehalte van soms meer dan 8.000 mg/L kennen.

### Karst
De formaties aan de oppervlakte en de formaties uit het Mesozoïcum voeren grote hoeveelheden grondwater af naar de oceaan. Een groot deel van het afgevoerde water zoekt zich een weg in door karstprocessen gevormde afwateringskanalen in de Tamala-kalksteen, een kalksteenhoudende kiezelachtige formatie uit het Pleistoceen. De karstprocessen, die leiden tot ondergrondse tunnels, grotten, dolines, zinkgaten, kegelvormige bulten, ronde putten, kalkstenen pilaren en versteende wortels, zijn mede een gevolg van de rivier Nambung die zich ondergronds een weg zoekt. De ondergrondse grotten ontstonden als gevolg van licht-zuur grondwater dat het calciumcarbonaat in de kalksteen geleidelijk aan oplost en plaatselijk in grotten en spelonken werd en wordt afgezet.

## Klimaat
De Nambung ligt in een streek die een mediterraan klimaat kent met hete droge zomers en natte koele winters. De jaarlijkse gemiddelde neerslag bedraagt er ongeveer 600 mm en valt meestal tussen mei en september. De gemiddelde maximumtemperatuur varieert van 30,5 C° aan de kust tot 32,5 C° landinwaarts. De gemiddelde minimumtemperatuur ligt tussen 9 en 10C°.